# Albert Hofmann
Albert Hofmann (Baden, 11 januari 1906 – Burg im Leimental, 29 april 2008) was een Zwitserse scheikundige en lid van het Nobelprijscomité. Hij verwierf vooral bekendheid als ontdekker van de hallucinogene stof lsd.
Hofmann synthetiseerde lsd in december 1938 en was tevens de eerste die er jaren later de hallucinogene werking ervan ontdekte. In het laboratorium waar Hofmann werkte, deed men onderzoek naar lyserginezuur, een chemische basisstructuur die voorkomt in ergotalkaloïden. Een van de lyserginezuur varianten was lysergeenzuurdi-ethylamide, in zijn laboratorium bekend onder de naam LSD-25. Tijdens het zuiveren van de lsd bemerkte hij een plezierige intoxicatie die een paar uur duurde, gekenmerkt door een enorme versterking van de verbeeldingskracht en een veranderde waarneming van de wereld om hem heen. Als hij zijn ogen sloot zag hij levendige, caleidoscopische kleurrijke beelden. Hij realiseerde zich dat deze effecten veroorzaakt konden zijn door de stof waar hij die dag mee werkte. Drie dagen later, op 19 april 1943, besloot hij het te testen. De vrije base lsd lost slecht op in water. Daarom maakte hij een variant, de zogenaamde tartraat-vorm. Hij nam 0,25 milligram, wat al een grote dosis bleek te zijn. Uit zijn laboratoriumnotities blijkt dat hij na 40 minuten nog slechts met moeite kon schrijven. Later die dag werden de symptomen heftiger. Stoll, hoofd van de farmaceutische afdeling, die dit eerste persoonlijke experiment met lsd uitvoerig beschreef, noemde het een “crisis”.
Albert Hofmann was enige tijd als onderzoeksleider in dienst van het farmaceutisch-chemische bedrijf Sandoz, dat lsd voor wetenschappelijke doeleinden bleef produceren tot het middel in de jaren zestig werd verboden.
Hofmann schreef diverse boeken over lsd, waaronder het in 1979 gepubliceerde LSD: mein Sorgenkind. Daarin - maar ook in latere interviews - sprak hij de wens uit dat zijn uitvinding, ondanks alle er inmiddels aan klevende negatieve connotaties, toch ooit nog een gerechte plaats zou mogen innemen in de psychiatrische praktijk en als hulpmiddel in meditatiecentra. Hij was evenwel wars van de popularisatie van 'zijn' lsd als tripmiddel voor grote groepen mensen, zoals in jaren zestig onder meer gepropageerd door de bekende Amerikaanse schrijver/psycholoog Timothy Leary.
Hofmann was erelid van de American Society of Pharmacognosy. Ter gelegenheid van Hofmanns 102e verjaardag in 2008 werd in Bazel een internationaal symposium georganiseerd onder het motto Consciousness Change, a challenge of the 21st century. Kort daarna overleed hij aan een hartaanval.